# كارميلو ماريرو
كارميلو ماريرو (بالإنجليزية: Carmelo Marrero) هو فنان قتال مختلط أمريكي، ولد في 26 يناير 1981 في فيلادلفيا في الولايات المتحدة.

## وصلات خارجية
- كارميلو ماريرو على موقع يو إف سي (الإنجليزية)
- كارميلو ماريرو على موقع بيلاتور (الإنجليزية)
- كارميلو ماريرو على موقع شيردوغ (الإنجليزية)
- كارميلو ماريرو على موقع IMDb (الإنجليزية)
- كارميلو ماريرو على موقع قاعدة بيانات الفيلم (الإنجليزية)